# Ruth Bell Graham

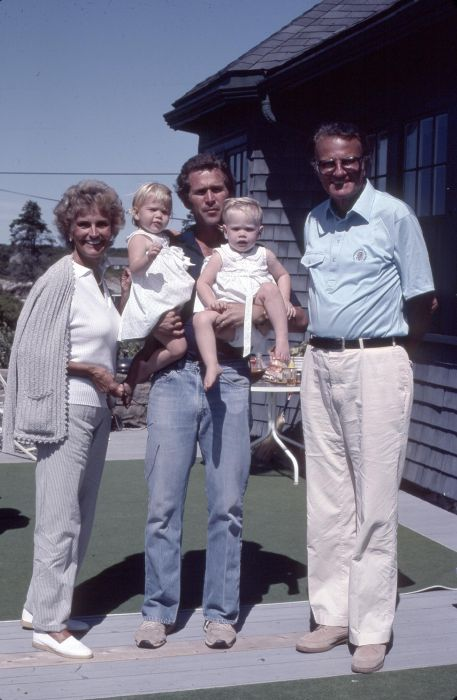
Ruth Graham (links) mit Ehemann (rechts), George W. Bush (mitte) und Zwillingstöchtern in 1983

Ruth Bell Graham (* 10. Juni 1920 in Qingjiang als Ruth McCue Bell; † 14. Juni 2007 in Montreat, North Carolina) war die Ehefrau des bekannten evangelikalen Erweckungspredigers Billy Graham.
Ruth Bell Graham wurde als Tochter des Arztes und Missionars Lemuel Nelson Bell und seiner Frau Virginia in China geboren, wo sie auch aufwuchs. Sie lebte außerdem drei Jahre im koreanischen Pjöngjang, bevor sie 1937 zum Studium am Wheaton College in die Vereinigten Staaten zurückkehrte. Während ihres Studiums lernte sie ihren späteren Ehemann Billy Graham kennen. Die beiden heirateten am 13. August 1943 in Montreat, nachdem sie ihren Abschluss am College erlangt hatte. Aus der gemeinsamen Ehe gingen drei Töchter und zwei Söhne hervor, darunter Franklin Graham, die in evangelikalen amerikanischen Kirchen aktiv und überregional bekannt sind.